# Neobisium kwartirnikovi
Neobisium kwartirnikovi är en spindeldjursart som beskrevs av Volker Mahnert 1972. Neobisium kwartirnikovi ingår i släktet Neobisium och familjen helplåtklokrypare. Inga underarter finns listade i Catalogue of Life.